# 毛砚龙
毛砚龙（1979年－），中華人民共和國吉林省人，学历大专，足球国家级裁判。 
2004年3月经中国足球协会选拔于中国体育总局清新足球训练基地，考核裁判规则理论、体能及实践，成为国家级足球裁判。多次被中国足球协会选派参加国内U系列（全国青年联赛）赛事，亦多次被地区足协评为赛区优秀裁判员及最佳裁判员称号。

## 裁判考核经历
- 1997年经考核成为国家二级足球裁判；
- 1999年经考核成为国家一级足球裁判；
- 2004年经考核成为国家级足球裁判。
- 2000年秦皇岛全国U-18全国青年联赛复赛 R 2  AR 7
- 2001年延吉全国U-17东北大区青年联赛决赛 R 2 AR 5
- 2001年长春全国U-19东北大区青年联赛决赛 R 3 AR 6
- 2002年沈阳全国U-15东北大区青年联赛决赛 R 3 AR 9
- 2003年因非典无足球赛事！
- 2004年广东清远 全国U-17足协杯 R 4 AR 9
- 2004年沈阳全国U-15后备力量复赛 R 2 AR 7
- 2004年秦皇岛中国足球学校全国U-15后备力量决赛 R 2 AR 6
- 2005年广西梧州  全国U-17足协杯 R 3 AR 9

注：R 为主裁判 AR为助理裁判员